# NGC 57
NGC 57 (други обозначения – UGC 145, MCG 3-1-31, ZWG 456.46, PGC 1037) е елиптична галактика (E) в съзвездието Риби.
Обектът присъства в оригиналната редакция на „Нов общ каталог“.